# Formatge de tovalló
El formatge de tovalló o formatge de mocador és un formatge de llet de cabra, ovella o d'una barreja de totes dues, típic del País Valencià, i tradicionalment fresc. protegit amb una marca de qualitat des del 23 de desembre de 2008.
És de forma quadrada i en forma de globus amb una espècie de mugró a la part superior degut al seu procés d'elaboració en el que es premsa i s'escorre la llet amb un tovalló nuat. Té un color que va des del blanc per als formatges frescos fins al groc clar per als més curats, amb una textura ferma, globosa, i escassos ulls. El seu sabor és lleugerament salat i suau. No sol pesar més de 2 quilograms i es pot apreciar a la pell la trama deixada per la tela amb la que s'ha elaborat.

## Zona geogràfica
Aquest formatge és originari de l'antiga comarca valenciana de la Costera de Ranes; això no obstant, la seva producció s'ha anat estenent i ara arriba fins a altres comarques com l'Horta Sud.

## Curiositats
El 30 de gener de 2010, l'empresa Granja Rinya va aconseguir el Record Guinness en elaborar un formatge de tovalló de 980 quilograms, en un carrer d'Albal.